# Tạp A-hàm
Tạp A-hàm kinh (Chữ Hán: 雜阿含經; tiếng Phạn: Saṃyukta Āgama) là một trong bốn bộ kinh A-hàm của Phật giáo sơ kỳ. Trong bốn bộ A-hàm, Tạp A-hàm chủ yếu bàn về các khái niệm ngũ uẩn, lục nhập, nhân duyên, thực, tứ đế, giới và 37 đạo phẩm, v.v., tập hợp từ nhiều bài kinh văn ngắn và các bài kệ được biên soạn theo tám nhóm, phần lớn tương ứng với các bài kinh của Tương ưng Bộ, vì vậy còn được gọi là Tương ưng A-hàm. Tuy nhiên, do nội dung ít tập trung, khó ghi nhớ và nhiều phần trùng lặp nhau, nên nó được đặt tên là Tạp A-hàm   . Bản dịch Hán văn của Tạp A-hàm được xem là mang chủ thuyết của Căn bản thuyết nhất thiết hữu bộ, cùng với phiên bản tiếng Pali tương ứng Tương ưng Bộ, được giới học thuật coi là một trong những tuyển tập các bài giảng của Đức Phật gần sát với giáo lý ban đầu của Phật giáo Nguyên thủy.

## Âm nghĩa
Cái tên "Tạp A-hàm" có thể được dịch tương đương từ tiếng Phạn "saṃyuktāgama". Các phiên âm khác từng được sử dụng như "Tăng-dục-đa A-hàm" (僧育多阿含)  hay "Tăng-dục-đa A-già-ma" (僧育多阿伽摩) . Bản thân từ A-hàm (āgama) cũng từng được phiên âm thành A-hám-mộ (阿含慕) hay A-hàm-mộ (阿鋡慕)  ; Huyền Trang và Nghĩa Tịnh phiên là "A-cấp-ma" (阿笈摩)  .
Sách "Căn bản Thuyết nhất thiết hữu bộ tỳ-nại-gia tạp sự" (Mūlasarvāstivādavinaya) căn cứ sự tương đồng với Tương ưng Bộ, nên chép tên là "Tương ưng A-cấp-ma" (相應阿笈摩) . Tạp A-cấp-ma và Tương ưng A-cấp-ma thực chất chỉ là các tên phiên âm khác nhau của cùng một từ  ,.

## Các bản dịch
Tạp A-hàm kinh được dịch vào thời Lưu Tống Nam triều bởi Cầu-na Bạt-đà-la vào khoảng năm 435-436 sau Công nguyên , tại chùa Kỳ Hoàn (có tài liệu chép là chùa Ngõa Quan) ở Nam Kinh, tổng cộng 50 quyền, do Bảo Vân truyền dịch, và được Huệ Quán  chép lại.
Nguồn gốc ban đầu của Tạp A-hàm không được xác định chắc chắn. Sách "Lịch đại Tam bảo kỷ" chép bộ Tạp A-hàm được đại sư Pháp Hiển sưu tập được từ Tích Lan. Một số học giả cũng tin rằng nó có thể đã được Cầu-na Bạt-đà-la mang đến Trung Quốc từ Thiên Trúc hoặc Tích Lan   . Các bản tiếng Phạn được phát hiện sau này ở Cao Xương và Khotan có nội dung tương đồng với bộ Tạp A-hàm hiện có. Do đó, bản dịch Hán văn có thể được dịch từ văn bản tiếng Phạn, và cơ bản dựa trên giáo lý của Căn bản thuyết nhất thiết hữu bộ truyền lại   .
Còn có một bản "Biệt dịch Tạp A-hàm kinh" gồm 20 tập, dịch giả không rõ, và thời gian dịch có thể sớm hơn bản 50 tập.

## Tóm lược
Tạp A-hàm kinh là tập hợp các bài kinh cô đọng và đề cập nhiều nội dung khác nhau. Hiện còn tồn giữ 1.359 kinh văn, là những giáo lý quan trọng mà Đức Phật đã dạy các đệ tử khi Ngài còn tại thế.   .

## Trích dẫn
- 印順法師《雜阿含經部類之整編》
- 印順法師《原始佛教聖典之集成》
- 王建偉、金暉《<雜阿含經>校釋》